# Nikolai Iwanowitsch Schatow
Nikolai Iwanowitsch Schatow (russisch Николай Иванович Шатов, wiss. Transliteration Nikolaj Ivanovič Šatov; * 1909 in Borissow; † 7. März 1992 in Moskau) war ein sowjetischer Gewichtheber.

## Werdegang
Als die Sowjetunion 1950 in den Internationalen Gewichtheber-Verband (IWF) aufgenommen wurde und ab 1952 an allen internationalen Meisterschaften teilnahm, gehörte Nikolai Schatow viele Jahre lang zu den sowjetischen Mannschaften, die bei diesen Meisterschaften starteten. Er war Delegationsleiter, Kampfrichter, Betreuer und zusammen mit Alexei Medwedew und Israel Mechanik, später kam dann noch Alexander Boschko dazu, Trainer dieser Mannschaft. Als Wahrer der sowjetischen Interessen war er gefürchtet, aber auch anerkannt bei den internationalen Funktionären der IWF. Kaum jemand wusste, dass er auch ein hervorragender Gewichtheber war. Elfmal war er in den 1930er und 1940er Jahren sowjetischer Meister, und bei seinem einzigen Start bei einer Europameisterschaft, der ihm wegen der damaligen Trennung des Sports in den bürgerlichen Sport und den Arbeitersport möglich war, wurde er 1947 in Helsinki Europameister. Die Leistungen, die Schatow in seiner aktiven Laufbahn zeigte, hätten ihn in den 1930er Jahren jederzeit befähigt, bei den Olympischen Spielen 1936 und den Weltmeisterschaften 1937 und 1938 um die Medaillen mitzukämpfen.

## Internationale Erfolge
(FK = Fünfkampf, bestehend aus einarmigem Reißen und Stoßen und beidarmigem Drücken, Reißen und Stoßen, OD = olympischer Dreikampf, bestehend aus beidarmigem Drücken, Reißen und Stoßen, Le = Leichtgewicht, Mi = Mittelgewicht)
- 1946, 4. Platz, Weltmeisterschaft in Paris, OD, mit 367,5 kg (105-117,5-145), hinter Khadr Sayed El Touni, Ägypten, 377,5 kg, John Terpak, USA, 375 kg, Frank Spellman, USA, 372,5 kg und vor Alexander Boschko, UdSSR und 357,5 kg und Nelson, Schweden, 352,5 kg
- 1947, 1. Platz, Europameisterschaft in Helsinki, OD, Mi, mit 367,5 kg, vor Alexander Boschko, UdSSR, 360 kg und Georges Firmin, Frankreich, 340 kg.

## UdSSR-Meisterschaften
- 1932, 3. Platz, FK, Le, mit 404,5 kg;
- 1933, 1. Platz, FK, Le, mit 455 kg;
- 1934, 1. Platz, FK, Le, mit 473 kg, vor Israel Mechanik, 445,5 kg;
- 1935, 1. Platz, FK, Le, mit 482,5 kg, vor Mechanik, 465 kg;
- 1936, 1. Platz, OD, Le, mit 335,5 kg, vor Mechanik, 322,5 kg;
- 1937, 1. Platz, OD, Le, mit 330 kg, vor Mechanik, 327,5 kg;
- 1938, 1. Platz, OD, Le, mit 347,5 kg (102,5-110-135), vor Mechanik, 335 kg;
- 1940, 1. Platz, OD, Le, mit 355 kg (105-110-140);
- 1944, 1. Platz, OD, Le, mit 342,5 kg, vor Mechanik, 322,5 kg und Wladimir Swetilko, 315 kg;
- 1945, 1. Platz, OD, Mi, mit 360 kg (110-110-140), vor Alexander Boschko, 350 kg;
- 1946, 1. Platz, OD, Mi, mit 352,5 kg, vor Vladimir Puschkarew, 345 kg;
- 1947, 1. Platz, OD, Mi, mit 370 kg (110-115-145), vor Boschko, 357,5 kg;
- 1948, 3. Platz, OD, Mi, mit 357,5 kg;
- 1949, 3. Platz, OD, Mi.

## Weltrekorde
(inoffiziell, da die UdSSR damals nicht Mitglied der IWF war)
im beidarmigen Reißen:
- 111 kg, 1937 in Tiflis, Le,
- 113 kg, 1938 in Moskau, Le,
- 115 kg, 1938 in Moskau, Le,
- 115,5 kg, 1938 in Kujbyschew,
- 117,5 kg, 1940 in Moskau.

im olympischen Dreikampf:
- 365 kg, 1938, Le.